# KAB-500Kr
KAB-500Kr – rosyjska kierowana bomba lotnicza serii KAB-500 (ros. КАБ-500Кр od ros. Корректируемая авиационная бомба – bomba lotnicza o korygowanym locie) zbudowana na podstawie bomby FAB-500.

## Historia
KAB-500Kr została zaprojektowana dla lotnictwa radzieckiego w latach 80. XX wieku jako bomba naprowadzana optoelektonicznie. Głowica naprowadzająca zawiera sensory CIS (Contact Image Sensors) i korelacyjny system przetwarzania danych o celu.
Bomba KAB-500Kr jest podobna do amerykańskiego systemu GBU-15. Głowicę bojową stanowi  bomba ogólnego przeznaczenia FAB-500 o masie nominalnej 500 kg, wyposażona w telewizyjną głowicę naprowadzającą o bardzo dużej czułości i powierzchnie sterowe do korygowania jej lotu.
Głowica bomby o masie 380 kg jest specjalnie utwardzona umożliwiając penetrację do 1,5 metra zbrojonego betonu. Cel może być namierzany z odległości od 15 do 17 kilometrów w zależności od warunków pogodowych i widoczności. Przeznaczeniem systemu KAB-500KR jest niszczenie między innymi mostów, schronów i pasów startowych. Zrzut bomby można przeprowadzać z wysokości od 500 do 5000 metrów przy prędkościach od 550 do 1100 km/h. Po namierzeniu celu i zrzuceniu bomby dalsze jej naprowadzanie jest automatyczne (zrzuć i zapomnij).
Przyjęty system naprowadzania zawodził w razie braku kontrastowych elementów w rejonie celu i bomba nie była uważana w praktyce za skuteczną.